# Estación Panguilemo
Panguilemo es una estación ferroviaria ubicada el pueblo homónimo de la comuna chilena de Talca, en la Región del Maule, en el km 240,3 de la Red Sur de EFE, a 9 kilómetros al norte de Talca. Actualmente la estación no posee servicios de pasajeros.

## Historia
Fue construida con la unión entre el FC Talcahuano a Chillán y Angol con el FC de Santiago a Curicó e inaugurada en 1874.
Actualmente no hay servicios de pasajeros en esta estación.

## Infraestructura
Aun están en pie el edificio de la estación de pasajeros —usada como residencia particular—, así como la cabina de movilización.

## Servicios
Actualmente, no contempla detención y posee oficina de control de tráfico de EFE para los trenes de carga y de pasajeros que van hacia o desde el sur.